# Rio Erinlé
Rio Erinlé (em iorubá: Odò Erinlè) é um rio no estado de Oxum, na Nigéria, um afluente direito do rio Oxum, que influi pelo norte através de Edê logo abaixo da represa de Edê. Outra represa, a de Erinlé, fica no alto do rio. A água de ambas abastece Oxobô, a capital do estado. Existem problemas de saúde significativos com a água não tratada.

## Nome
Na tradição iorubá, Erinlé foi um indivíduo que se tornou orixá. Diz-se que levou o primeiro olobu (rei) ao local da cidade de Ilobu, e protegeu os citadinos dos fulas. É tido como caçador, mas às vezes como herborista ou fazendeiro. Diz-se que certa vez afundou a terra perto de Ilobu e se tornou rio. Toda a Iorubalândia o conhece e seu culto é encontrado em cidades do antigo Império de Oió. Seus santuários contêm pedras lisas e redondas do rio Erinlé. Seu nome, por sua vez, pode ser derivado de erim (elefante) e ilé (terra), ou de erim e ilê (casa).

## Fonte
Erinlé surge ao sul de Ofá. Junto do Obá, que surge a 15 quilômetros ao norte de Obomoxó, são os principais afluentes do Oxum. Erinlé tem áreas residenciais, comerciais e industriais em ambos as margens, que a partir de 2012 lançaram resíduos não tratados no rio. Também foi poluído pelo excesso de fertilizantes e pesticidas das terras agrícolas. As antigas e novas represas no rio fornecem água para Oxobô, a capital do estado, que também usa poços e furos para obter água. Malária e diarreia são galopantes em Oxobô, particularmente nas áreas residenciais de alta densidade onde as pessoas dependem da água pública.

## Barragens
A antiga barragem de Erinlé, situada em Edê, foi concluída em 1954, com capacidade de 5 300 000 metros cúbicos. Testes em junho e julho de 2011 mostraram que a água tratada da represa tinha uma alta presença de coliformes, resistentes aos antibióticos comumente usados na Nigéria, e não era adequada para beber sem tratamento adicional. A nova represa do Erinlé, situada em Olorundá, fica a montante da anterior, a 330 metros acima do nível do mar. Foi concluída em 1989 e pertence e é operada pela Corporação de Água do Estado de Oxum (em inglês: Osun State Water Corporation). Seu reservatório se estende por 12 quilômetros a montante do Erinlé e cobre a porção mais baixa do Otim, que entra nele pela esquerda. Quando está mais cheio, tem altura de comprimentos de 677 metros e altura máxima de 27. Sua capacidade máxima de armazenamento é de 94 000 000 metros cúbicos. Seu vertedouro tem uma carta de 800 metros cúbicos por segundo. A barragem é usada para abastecimento de água, controle de enchentes e pesca. A esquistossomose, tanto urinária quanto intestinal, foi relatada a jusante da represa em 1991. Um estudo em 2000-01 descobriu que a prevalência dos caramujos hospedeiros e da infecção humana aumentou significativamente desde então.